# Fokker D.VII
Fokker D.VII – niemiecki jednomiejscowy samolot myśliwski, zaprojektowany w drugiej połowie 1917 przez Antona Fokkera i Reinholda Platza w niemieckiej wytwórni lotniczej Fokker w Schwerinie. Myśliwiec powstał w oparciu o najlepsze rozwiązania konstrukcyjne i osiągnięcia techniki lotniczej zastosowane w samolotach zarówno niemieckich, jak i ententy, zwłaszcza francuskich. Prototyp samolotu otrzymał oznaczenie fabryczne V.11.

## Historia
V.11 zbudowano w układzie dwupłata o grubym profilu płatów, które miały kształt prostokątny. Drewniane płaty były dwudźwigarowe – od krawędzi natarcia do pierwszego dźwigara kryte sklejką, w dalszej części płótnem. Lotki umieszczono tylko na górnym płacie i wyposażono je w kompensację aerodynamiczną. Płaty górny i dolny usztywniono rozpórkami o kształcie odwróconej litery „N”, a płat górny dodatkowo podparto dwiema parami zastrzałów. Kadłub był kratownicowy, spawany z rurek stalowych, pokryty z przodu – tam gdzie znajdował się silnik rzędowy – blachami aluminiowymi, w środkowej części, mieszczącej odkrytą kabinę, kryty sklejką, w tylnej płótnem. Usterzenie poziome i pionowe było skośne, a stery wysokości i kierunku miały kształt zbliżony do eliptycznego.
Prototyp V.11 ukończono i oblatano w styczniu 1918. Samolot był łatwy w pilotażu, nie wykazywał skłonności do wpadania w korkociąg, a z mocniejszym silnikiem BMW miał dobrą zwrotność, bardzo wysoki pułap lotu i prędkość. Po wprowadzeniu niezbędnych zmian, polegających między innymi na wydłużeniu kadłuba, samolot skierowano do produkcji seryjnej pod oznaczeniem Fokker D.VII. Był on wytwarzany w zakładach Fokker, jak i w wytwórni lotniczej Albatros oraz na licencji w austro-węgierskich zakładach MAG. Łącznie zbudowano ponad 4300 samolotów tego typu. Przez niektórych samolot (w wersji z silnikiem BMW) uznawany jest za najlepszy seryjny myśliwiec I wojny światowej.

## Użycie
W lotnictwie niemieckim był on wprowadzany od momentu rozpoczęcia produkcji seryjnej. Po raz pierwszy w akcji bojowej został zastosowany na froncie zachodnim w maju 1918. Samoloty Fokker D.VII były używane również w lotnictwie austro-węgierskim.
W styczniu 1919 polskie oddziały wojskowe zdobyły na lotnisku Ławica w Poznaniu 3 samoloty myśliwskie Fokker D.VII. Dalsze 7 samolotów tego typu zmontowano w Poznaniu w latach 1919–1920 ze zdobytych podzespołów.
W Austrii i Niemczech w 1920 zakupiono 20 samolotów Fokker D.VII. W tym samym roku we Francji zakupiono kolejne 20 samolotów, które były zdobyczą wojenną. Sprowadzono je do Polski w 1921. Ogółem w lotnictwie polskim znalazło się 50 samolotów myśliwskich Fokker D.VII.
W latach 1919–1921 samoloty Fokker D.VII były na wyposażeniu: 13. i 15. eskadr myśliwskich, 6. eskadry wywiadowczej, Wyższej Szkoły Pilotów na Ławicy i Bazy Lotnictwa Morskiego w Pucku. Samoloty te brały udział w wojnie polsko-bolszewickiej w 1920. Po zakończeniu walk 8 samolotów Fokker D.VII było na wyposażeniu 111. eskadry myśliwskiej 3. pułku lotniczego i 2 egzemplarze w 115. eskadrze myśliwskiej 4. pułku lotniczego. Samoloty te zostały wycofane ze służby pod koniec 1926. Niezależnie od nich do 1932 samolotów D.VII używano w szkołach lotniczych, Centrum Wyszkolenia Oficerów Lotnictwa w Dęblinie oraz eskadrach treningowych 1., 3. i 4. pułku lotniczego.

## Opis konstrukcji
Samolot Fokker D.VII był jednomiejscowym samolotem myśliwskim, dwupłatem o konstrukcji mieszanej, przeważnie drewnianej. Podwozie klasyczne – stałe. Napęd – 1 silnik rzędowy, śmigło dwułopatowe, drewniane. Uzbrojony był w 2 karabiny maszynowe LMG 08/15 kalibru 7,92 mm – stałe, w górnej części kadłuba.

## Galeria

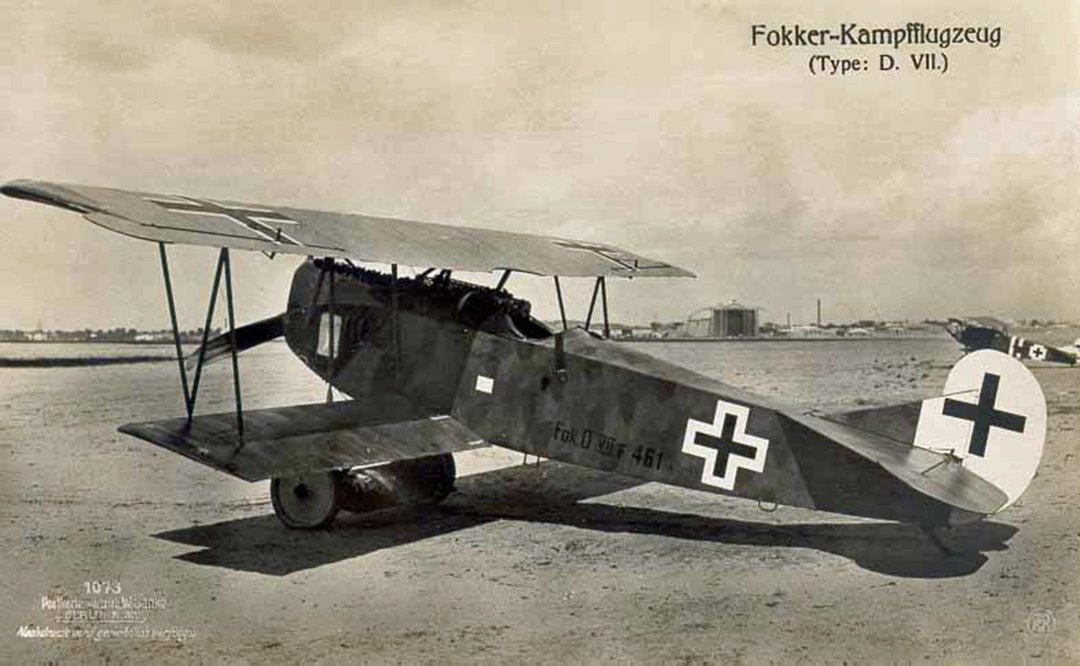
Fokker D.VII
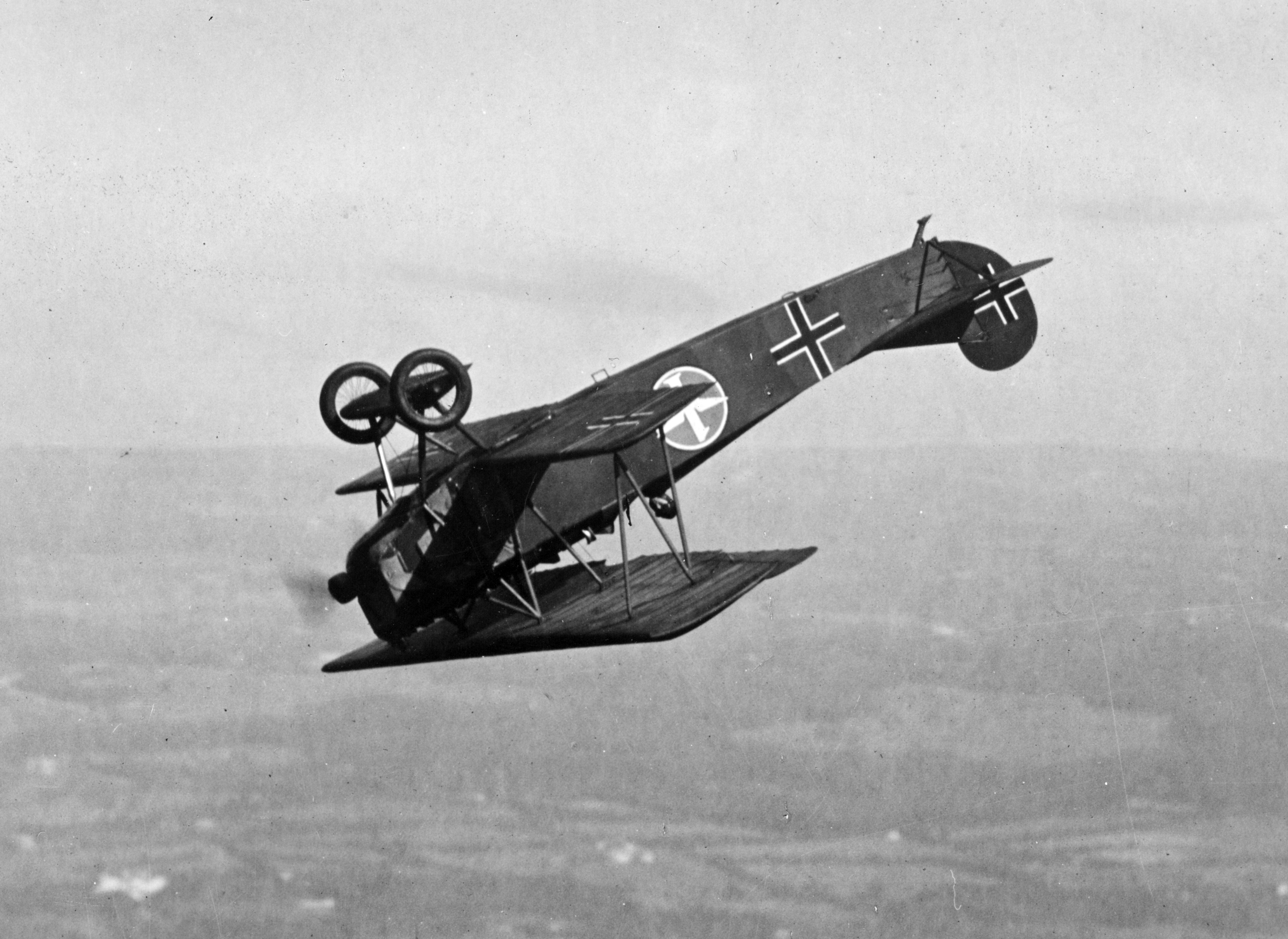
Fokker D.VII w czasie wykonywania pętli
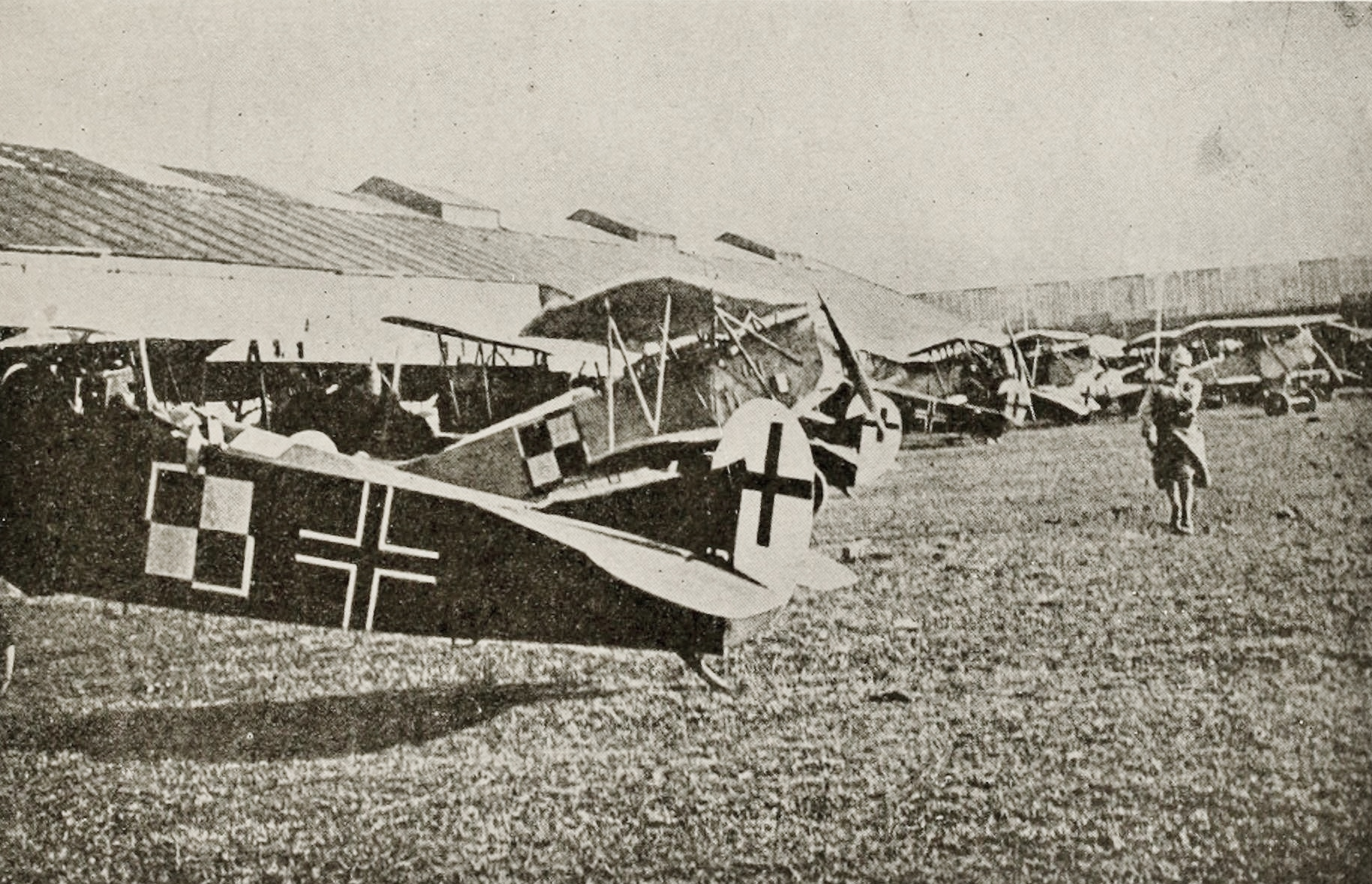
Niemieckie Fokkery D.VII z szachownicami zdobyte przez Francuzów. Szachownice o nieznanych kolorach to indywidualne oznaczenia niemieckiego pilota, niemające związku z Polską
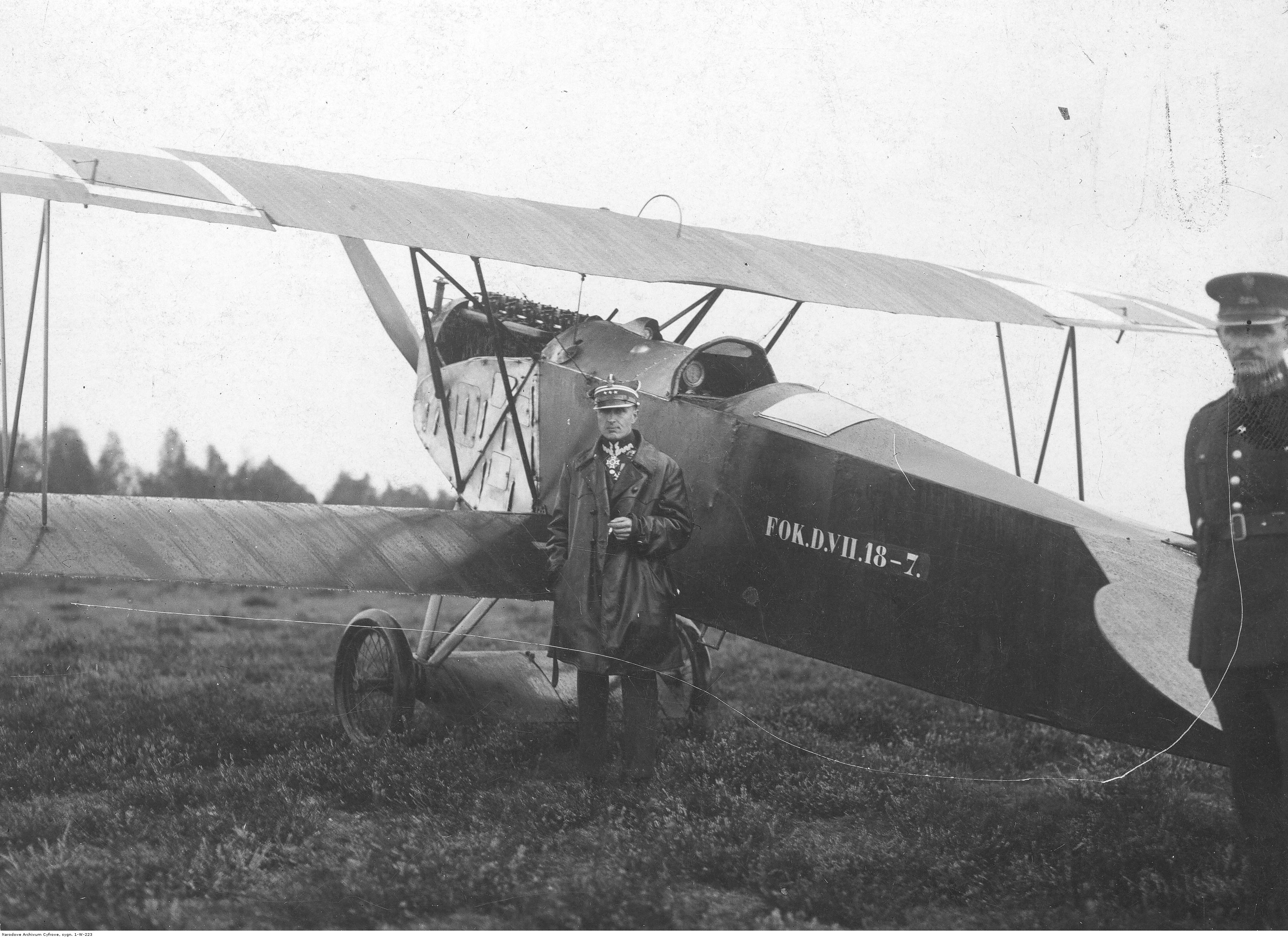
Pułkownik pilot Jerzy Kossowski przed samolotem Fokker D.VII numer 18.7.